# Serpent à deux têtes
Le serpent à deux têtes est une sculpture aztèque conservée au British Museum. Composé de pièces principalement turquoise appliquées sur une base en bois, il s'agit de l'une des neuf mosaïques de matériau similaire du British Museum; on pense qu'il y a environ 25 pièces de cette période dans toute l'Europe. Il provenait du Mexique aztèque et aurait pu être porté ou affiché lors de cérémonies religieuses. Il est possible que cette sculpture soit l'un des cadeaux offerts par l'empereur aztèque Moctezuma II au conquistador espagnol Hernán Cortés lors de son invasion en 1519. La mosaïque est composée de morceaux de turquoise, de coquille d'huître épineuse et de coquille de conque.

## Description

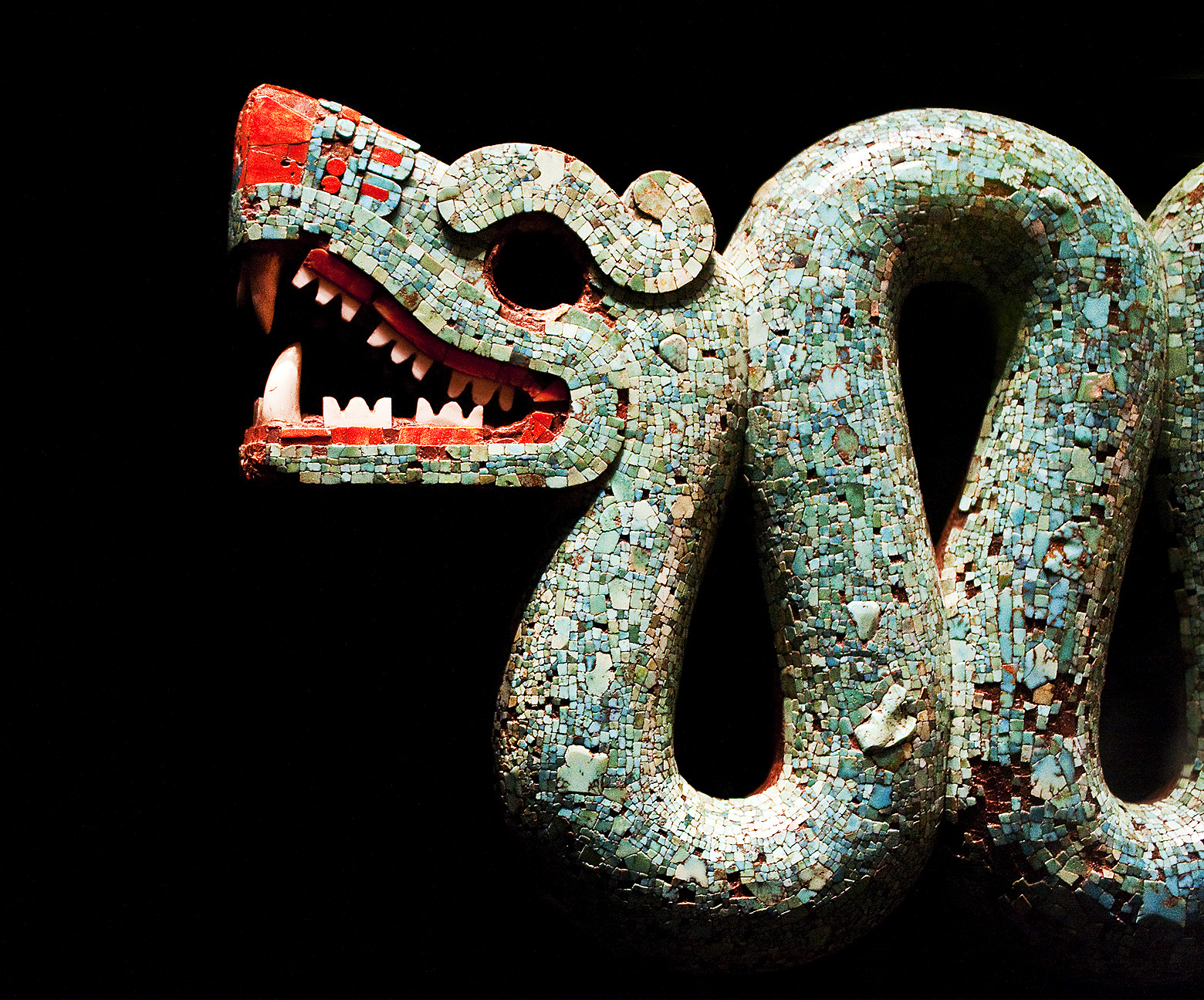
Détail d'une des têtes du serpent.

La sculpture est d'un serpent ondulant avec des têtes de chaque côté. Un seul bloc de bois de cèdre (Cedrela odorata) forme la base de la sculpture. La face arrière a été évidée, peut-être pour alléger la sculpture. Le dos, une fois doré, est maintenant uni, et seules les têtes ont des décorations des deux côtés. Le corps extérieur du serpent à deux têtes est recouvert d'une mosaïque de turquoise, accentuée d'huîtres épineuses rouges. Les pierres turquoise étaient cassées en petites tesselles plates et collées au corps en bois avec de la résine de pin. En utilisant 2 000 petits morceaux de pierre plats, ils donnent l'impression d'une surface à facettes et curviligne. La turquoise a été taillée et broyée à l'aide d'outils en pierre. C'est depuis la région des quatre coins de l'Oasisamérique, où le peuple ancestral Pueblo extrayait la pierre, à environ 1 600 km, qu'a été importée une partie de la turquoise en Méso-Amérique. 
Les têtes des serpents ont des trous pour les yeux, et les traces restantes de cire d'abeille et de résine peuvent avoir fixé des objets représentant des yeux, peut-être des orbes de pyrite de fer (Fool's Gold). Le contraste vif des détails rouges et blancs sur la tête a été fait respectivement de coquille d'huître et de conque. Astucieusement, l'adhésif utilisé pour fixer la coque Spondylus princeps a été coloré avec de l'oxyde de fer rouge (hématite) pour terminer la conception. La coquille blanche utilisée pour les dents provient des coquilles du lambi comestible.

## Origine
On ne sait pas comment cette sculpture a quitté le Mexique, mais il est possible qu'elle fasse partie des biens obtenus par le conquistador Hernán Cortés lorsqu'il a été envoyé prendre l'intérieur du Mico pour la couronne espagnole. Cortés est arrivé sur la côte de ce qui est aujourd'hui le Mexique en 1519, et après des batailles, il est entré dans la capitale le 8 novembre 1519 et a été accueilli avec respect, sinon faveur, par le souverain aztèque Montezuma II. Certaines sources rapportent que Montezuma pensait que Cortés était le dieu serpent à plumes Quetzalcóatl et le traitèrent en conséquence. Cortés a reçu un certain nombre de cadeaux précieux, dont des sculptures en turquoise et peut-être ce serpent. Malgré les cadeaux et l'accueil pacifique, Montezuma a été fait prisonnier par Cortés et ses troupes ont pris la capitale de Montezuma, Tenochtitlan, en 1521. Malgré leur générosité les Aztèques ont été brutalement et systématiquement asservis et assassinés. Ils ont ensuite été victimes de la variole et d'autres maladies européennes apportées au Mexique par Cortés et ses troupes. 
Les antiquités de Cortés sont arrivées en Europe dans les années 1520 et ont suscité un grand intérêt; cependant, on dit que d'autres mosaïques turquoise ont fini leurs jours dans les bijouteries de Florence où elles ont été démontées pour fabriquer des objets plus contemporains. Neil Macgregor attribue à Henry Christy la collecte d'objets similaires au British Museum. 
La sculpture est maintenant en possession du British Museum et a été achetée par la Christy Fund.

## Importance
Cette sculpture est l'une des neuf mosaïques turquoise du Mexique au British Museum. Il n'y a que 25 mosaïques turquoise mexicaines en Europe de cette époque. 
De nombreuses théories suggèrent la signification symbolique de l'imagerie du serpent. Il a été proposé que le serpent soit un symbole de renaissance en raison de sa capacité à se débarrasser de sa vieille peau et à apparaître comme un serpent renaissant. Ce pourrait être une représentation de la terre et des enfers, chaque tête représentant l'une et l'autre. Le serpent figure souvent dans la représentations des dieux que le peuple adorait. Le dieu serpent à plumes Quetzalcóatl, patron des prêtres et symbole de la mort et de la résurrection était important pour la religion mixtèque, mais d'autres dieux avaient également des caractéristiques serpentines. La couleur verte et les serpents signifiaient la fertilité, et assurer la fertilité des terres était au cœur de la plupart des cérémonies aztèques. La turquoise évoquait l'eau et une nouvelle croissance, comme les plumes de l'oiseau quetzal, qui étaient portées par les prêtres lors des cérémonies. La peau turquoise et les mâchoires ouvertes étaient destinées à impressionner et à effrayer le spectateur. 
Cependant, les artisans les plus connus pour leurs mosaïques turquoise n'étaient pas les Aztèques mais les Mixtèques. À l'apogée de l'empire aztèque, de nombreuses villes mixtèques soumises à la domination aztèque devaient rendre hommage à l'empereur, y compris en cadeaux d'or et de turquoise. Ce serpent aurait été un présent précieux par exemple pour les redoutables Aztèques. 

## Histoire du monde
Cette sculpture a figuré dans A History of the World in 100 Objects, une série d'émissions radiophoniques qui a débuté en 2010 dans le cadre d'une collaboration entre la BBC et le British Museum. Il a également été présenté dans Historium, une collection d'objets anciens du monde entier. 